# Damian Seweryn
Damian Seweryn (ur. 30 września 1979 w Poznaniu) – polski piłkarz występujący na pozycji pomocnika.

## Kariera piłkarska
Seweryn na początku kariery grał w SKS 13 Poznań, Olimpii Poznań oraz Karkonoszach Jelenia Góra.
Już w 1999 wyjechał do Szwajcarii, do BSC Young Boys. Tam występował trzy lata, a w roku 2001 wrócił do kraju, by reprezentować barwy Widzewa Łódź. W pierwszym sezonie gry w Łodzi rozegrał 7 spotkań, strzelając 2 gole. Drugi sezon gry to 20 występów i 0 goli. W roku 2003 znowu spróbował sił za granicą – przeniósł się do Poseidon Neon Poron, jednak wrócił rok później do kraju, znów do Widzewa.
Po sezonie znowu zmienił barwy, tym razem trafił do Szczakowianki Jaworzno. Podobnie jak we wcześniejszych klubach grał tam tylko rok i jesienią sezonu 2005/2006 był już zawodnikiem Polonii Warszawa. Wiosną przeniósł się do Górnika Zabrze i tam grał do końca sezonu 2006/2007. Po sezonie przeszedł do Odry Wodzisław Śląski, z którą związał się półtoraroczną umową. W grudniu 2008 podpisał kontrakt z Piastem Gliwice. 19 grudnia 2009 rozwiązał umowę z klubem z Gliwic. 2010 podpisał półroczny kontrakt z Wartą Poznań. 22 czerwca 2010 podpisał roczny kontrakt z I ligowym ŁKS Łódź. W czerwcu 2012 klub nie przedłużył z nim kontraktu. 29 stycznia 2013 został piłkarzem GKS-u Dopiewo